# Пам'ятки монументального мистецтва Машівського району
У Машівському районі Полтавської області нараховується 4 пам'ятки монументального мистецтва.
| # | назва                                                        | адреса                           |
| - | ------------------------------------------------------------ | -------------------------------- |
| 1 | Пам'ятник-бюст земляку Герою Радянського Союзу І.Г.Решетнику | с. Вільне, меморіальний комплекс |
| 2 | Пам'ятник-бюст Т.Г.Шевченку                                  | с. Козельщина                    |
| 3 | Пам'ятник-бюст земляку Герою Радянського Союзу Д.Р.Єретику   | с. Павлівка, на подвір’ї школи   |
| 4 | Пам'ятник-бюст М.В.Гоголю                                    | с. Селещина                      |